# Sport Stacking
Sport Stacking (deutsch: Sportstapeln) ist ein Geschicklichkeitssport, bei dem man mit einem Satz von zwölf geformten Bechern (Cups) Pyramiden in einer bestimmten Reihenfolge auf- und wieder abstapelt. Dabei versucht man, möglichst schnell und fehlerfrei zu sein. In den Medien wird die Sportart nach der Marke „Speed Stacks“ gelegentlich auch als „Speed Stacking“ (Schnellstapeln) bezeichnet.

## Allgemeines

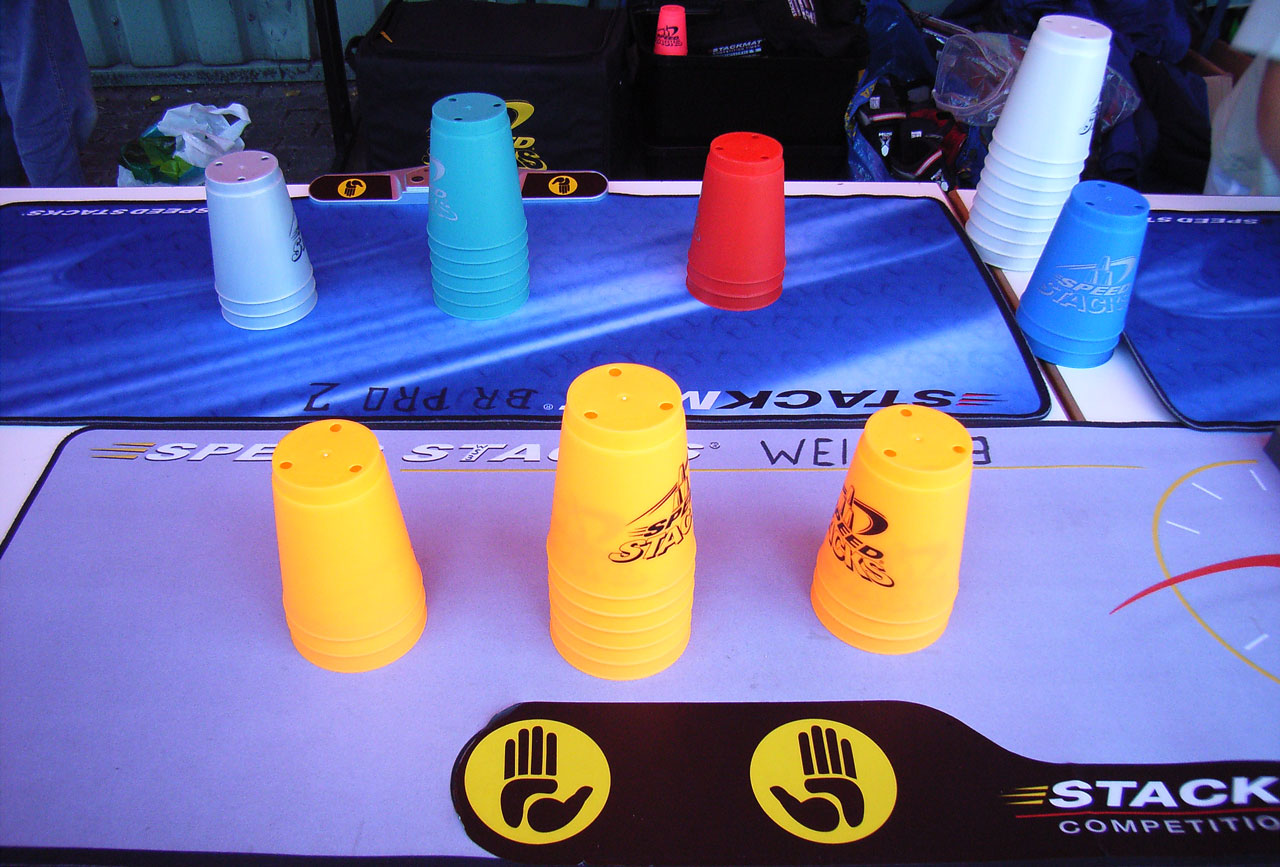
Aufgebautes Sport-Stacking-Set

Die speziellen Becher wurden in den 1980er Jahren in Kalifornien erfunden und unter dem Namen „Kup Stax“ von Hasbro verkauft. Die Sportart und die heutigen Disziplinen wurden danach vom amerikanischen Grundschullehrer Bob Fox entwickelt, der auch die Firma Speed Stacks gegründet hat. 2004 fand die Sportart den Weg von den USA nach Deutschland.
In den USA nehmen über 20.000 Schulen an einem Sport-Stacking-Programm teil. Da das Becherstapeln in Amerika schon seit mehreren Jahren beliebt ist, werden in einigen Schulen regelmäßig Meisterschaften abgehalten.
Auch in Deutschland wird Sport Stacking sowohl in Schulen als auch Vereinen immer beliebter.

## Nutzen
Speed Stacking fördert die Beidhändigkeit, die Auge-Hand-Koordination und die Reaktionsfähigkeit. Im menschlichen Gehirn gibt es eine Überkreuzschaltung, denn die linke Gehirnseite steuert die rechte Körperhälfte und umgekehrt. Fast alle Nerven überkreuzen sich im Gehirn, die Verbindung der beiden Hälften ist ein „Balken“ aus extra dicken Nervenfasern, auch corpus callosum genannt. Menschen lernen und arbeiten am besten, wenn sie einen guten Zugang zu beiden Gehirnhälften haben und Informationen über das corpus callosum ausgetauscht werden können.
Sport Stacking aktiviert durch das abwechselnde Arbeiten mit linker und rechter Hand und das Überkreuzen der Gesichtsmitte beide Gehirnhälften. Es werden neue Verknüpfungen gebildet, neue „Nervenstraßen“ gebaut, die bei regelmäßiger Beschäftigung mit Sport Stacking ausgebaut werden können. Diese neuangelegten Nervenbahnen können hilfreich sein beim Erlernen anderer Inhalte oder Fertigkeiten, wie des Spielens eines Instruments, des Lesens und Schreibens oder beim Sport. Es werden ähnliche positive Effekte wie beim Jonglieren erzielt.
Sport Stacking wird auch von Behinderten eingesetzt und bietet ihnen gute Möglichkeiten, ihre Motorik zu schulen und den gleichen positiven Nutzen zu ziehen wie nicht-behinderte Sport-Stacker.
Wissenschaftlich publizierte Studien:
- Stacking verbessert die Hand-Auge-Koordination und die Reaktionsgeschwindigkeit um bis zu 30 %. Veröffentlicht in „Perceptual and Motor Skills“ im Jahr 2004.[4]
- Eine EEG-Studie von Melanie A. Hart, Ph.D. Assistant Professor Department of Health, Exercise and Sport Sciences an der Texas Tech University belegt die Verwendung beider Gehirnhälften, welche für positive Effekte verantwortlich ist (siehe oben). Veröffentlichung ausgezeichnet durch den Poster-Award von AAHPERD.[5][6] Die Vorteile bzgl. der Reaktionsgeschwindigkeit konnte Hart nicht nachweisen.[7]
- Die kinesiologische Fakultät der Towson University, Towson, MD konnte 2007 positive Auswirkungen eines sechswöchigen Stacking-Kurses auf die Lesefähigkeit der teilnehmenden Schüler unabhängig von deren Geschlecht nachweisen.[8]
- Die Universität von Nevada bediente sich unterdessen 2007 des Stackings als Testverfahren, um zu unterscheiden, welchen Einfluss auf den Trainingseinfluss Beobachtung durch und Dialog mit dem Lehrer haben.[9]

## Disziplinen und Turniere
Die offiziellen Regeln hat die WSSA (World Sport Stacking Association) aufgestellt. Sie führt bereits seit mehreren Jahren die Weltmeisterschaft und weitere Turniere durch und führt entsprechend in den verschiedenen Altersklassen nationale und internationale Rekordlisten, in denen alle gültigen, auf WSSA-Turnieren erbrachten Rekorde gesammelt sind. Die WSSA führt auch alle nationalen Meisterschaften durch, neben der US-amerikanischen und der deutschen Meisterschaft unter anderem auch in Kanada, Großbritannien, Australien, Mexiko, Japan und der Schweiz. Auf den Turnieren trifft man alle Altersgruppen von unter 4 bis über 60. Die ältesten Teilnehmer, die bisher an Wettkämpfen teilnahmen, waren über 75 Jahre alt.
Im Jahr 2006 wurde von der Marke FlashCups die ISSF (International Sport Stacking Federation) initiiert, welche auch Turniere durchführt und jede Bechermarke auf diesen zulässt. Außerdem wurden in den letzten Jahren neue Wettkampfformen eingeführt, wie das von der ISSF entwickelte Stackduell, in dem Stacker im K.-o.-System gegeneinander antreten.

### Disziplinen
Der Weltverband World Sport Stacking Association unterscheidet drei Wettbewerbs-Disziplinen (Sequenzen):
- 3-3-3: Drei Sets von jeweils drei mit dem Boden nach oben ineinander gestapelten Bechern werden nacheinander als Pyramide und dann wieder ineinander gestapelt.
- 3-6-3: Drei Sets von mit dem Boden nach oben  ineinander gestapelten Bechern werden nacheinander als Pyramide und dann wieder ineinander gestapelt. Die äußeren Sets bestehen aus drei Bechern (wie beim 3-3-3), das innere Set aus sechs Bechern.
- Cycle: Beginnt wie 3-6-3, aber das dritte Set wird nicht ineinander gestapelt, sondern mit dem anderen äußeren Set zu einer Pyramide aus sechs Bechern gestapelt. Das zweite verbliebene Set wird erneut zu einer Pyramide, danach beide Pyramiden (alle zwölf Becher) ineinander gestapelt. Anschließend werden zwei Becher nach außen gesetzt (davon einer mit dem Boden nach unten) und die verbliebenen zehn Becher zu einer Pyramide gestapelt. Zum Abschluss werden alle Becher wieder in die ursprüngliche Form mit drei Sets aus ineinander gestapelten Bechern gebracht.

Beim Doppel treten zwei Teilnehmer mit einem Becherset beim Cycle an, wobei einer nur die rechte, der andere nur die linke Hand benutzen darf. Neben dem normalen Doppel gibt es das Parent/Child (Eltern/Kind)-Doppel in zwei Altersklassen, 10U und 11+. Bei einer Staffel stacken vier Sportler hintereinander den 3-6-3 oder den Cycle. Die 3-6-3-Staffel kann gegen die Zeit oder gegen ein weiteres Team gespielt werden (Head-to-Head Relay).

### Rekorde
Die drei Einzel-Wettkampfsdisziplinen sind:
- 3-3-3 (Overall-Weltrekord: 1,363 s, William Orrell, USA)[12]
- 3-6-3 (Overall-Weltrekord: 1,779 s, William Orrell, USA)[12]
- Cycle (Overall-Weltrekord: 4.813 s, William Orrell, USA)[12]

Stand der Rekorde: 27. September 2017
Die Doppel- und Staffel-Wettkampfsdisziplinen sind:
- Doppel Cycle (Overall-Weltrekord: 5.953 William Orrell & William Polly, USA)[12]
- Zeitstaffel 363 (Overall-Weltrekord: 12.212, FANTASTIC FOUR, USA)[12]

Der am häufigsten genannte und bekannteste Weltrekord ist der Rekord über alle Altersklassen in der Disziplin Cycle. Dieser wurde jahrelang mit 7,43 s von der Amerikanerin Emily Fox gehalten und das Video davon ist auf den Videoplattformen weit verbreitet. Seit Anfang 2007 wurde der Rekord aber mehrfach verbessert. Der aktuelle Weltrekord steht nun bei 5,00 s, gehalten von William Orrell.
Auf manchen Turnieren gibt es auch unabhängige Wettbewerbe für behinderte Sportlerinnen und Sportler. Die Sportler werden hierbei neben den Altersklassen auch nach ihrem Behinderungsgrad eingeteilt, welcher an der 3-6-3-Zeit ermittelt wird. Wer im 3-6-3 eine Zeit von unter 16 Sekunden schafft, gehört zum Level 1, wer darüber liegt, zum Level 2. Als eine der besten Stackerinnen des Levels 1 gilt die deutsche Bianca Asche, die im Cycle inzwischen Zeiten von unter 13 Sekunden vollbringen kann.
Die deutsche Sport Stacking Meisterschaft fand im Januar 2007 bereits zum dritten Mal statt und zog knapp 400 Teilnehmer aus dem ganzen Land an. An der Weltmeisterschaft der WSSA im April 2007 in Denver, USA nahmen knapp 1200 Sportler teil, so waren in jeder Altersklasse im Schnitt etwa 150 Stacker vertreten. Auf der WM 2008 wurden ähnliche Teilnehmerzahlen erreicht, die Ergebnissen haben sich aber im Vergleich zum Vorjahr enorm verbessert. In den am stärksten besetzten Altersklassen 13 bis 14 und 15 bis 18 Jahren reichten in den Disziplinen Cycle oder Doppel teilweise Zeiten nicht zum Einzug in das Finale, die 2006 noch Weltrekord waren.
Am 14. und 15. April 2012 fanden die Weltmeisterschaften das erste Mal in Deutschland im hessischen Butzbach statt, an denen ungefähr 250 Stacker aus 20 Nationen teilnahmen. Die niedrigere Teilnehmeranzahl lässt sich erklären, da die Weltmeisterschaft seit 2011 ein Einladungsturnier ist und nur noch beschränkt Leute aus den verschiedenen Nationen dort antreten dürfen.

## Fun-Disziplinen
Eine Fun Disziplin ist der von der WSSA Deutschland entwickelte, sogenannte „Stack-5“. Er wurde 2007 erstmals in Deutschland ausprobiert und als Demo-Wettbewerb auf der WM 2008 in Denver vorgestellt. Hierbei müssen insgesamt fünf Muster gestackt und zusätzlich Laufstrecken bewältigt werden. Der Ablauf ist der folgende:
- Der Sportler startet an Tisch 1 mit einem 3-3-3 und läuft dann zum zwei Meter in seinem Rücken stehenden Tisch 2
- Dort stackt er einen 3-6-3 und läuft zurück zu Tisch 1
- Hier wird nun ein vollständiger Cycle gestackt und wieder zu
- Tisch 2 gelaufen, wo nochmal ein 3-6-3 zu bewältigen ist
- Zurück an Tisch 1 wird mit einem 3-3-3 abgeschlossen und schließlich die Zeit gestoppt

## Zeitmatte / Timer
Auf WSSA-Turnieren wird seit 2003 eine sogenannte „Stack Mat“ eingesetzt. Zuvor waren die Zeiten von Schiedsrichtern mit Handstoppuhren genommen worden. Die Zeitmatte ist eine Vorrichtung, bei der die Sportler selber die Zeit starten und stoppen. Sie hat Kontaktflächen, auf welche der Sportler seine Hände legt. Wenn eine Hand den Timer verlässt, startet die Zeitnahme. Sie endet, wenn nach dem Stapeln wieder beide Hände auf den Kontaktflächen ruhen. Die Schiedsrichter müssen nur noch verifizieren, dass es keine Stackfehler gab, und können die Zeit dann notieren.
Inzwischen wurde diese Zeitnahme-Technik auch von anderen Sportarten übernommen. So wird sie bei Gedächtnissportmeisterschaften in der Disziplin Speed Cards und bei Speedcubing- (Zauberwürfel-)Turnieren verwendet.
Auf ISSF-Turnieren kann ebenfalls die „Stack Mat“ verwendet werden, allerdings hat der Stacker alternativ die Möglichkeit, die Matte und den Timer der Marke FlashCups zu benutzen. Die Matte der Firma FlashCups ist etwas dicker als die „Stack Mat“ von Speed Stacks, und der Timer ist ein spezieller Einhand-Timer, der es erlaubt, mit nur einer Hand zu starten und zu stoppen, während man beim Timer von Speed Stacks beide Hände auf die Auflageflächen legen muss, damit dieser reagiert.

## Sportstacking in Deutschland
Die Lehrerin Petra Bauer hatte den Sport nach einem USA-Aufenthalt nach Deutschland gebracht. Im Frühjahr 2005 nahmen vier Schüler ihrer Schule an der Weltmeisterschaft in den USA teil. Miriam Christ, Timo Reuhl, Christoph Sauer und Marcus Reitz erzielten dabei unerwartet mehrere Titel und traten danach in zahlreichen deutschen Fernsehsendungen auf, unter anderem bei Stern TV und TV total. Hierdurch wurde die Sportart in Deutschland schlagartig bekannt und gewann zahlreiche Anhänger. Die Sportart wird bisher hauptsächlich von Schülerinnen und Schülern betrieben.
2009, 2010 und 2012 wurde der aus Bad Driburg stammende Florian Friedrich Weltmeister.